# Паломбаро
Паломбаро (итал. Palombaro) — коммуна в Италии, расположена в регионе Абруццо, подчиняется административному центру Кьети.
Население составляет 1138 человек, плотность населения составляет 67 чел./км². Занимает площадь 17 км². Почтовый индекс — 66010. Телефонный код — 0871.
Покровительницей коммуны почитается Пресвятая Богородица, (Madonna della Libera). Праздник ежегодно празднуется 3 ноября.